# Elymus cheniae
Elymus cheniae là một loài thực vật có hoa trong họ Hòa thảo. Loài này được (L.B.Cai) G.H.Zhu mô tả khoa học đầu tiên năm 2002.